# Totmes IV
Totmes IV (gr. Tutmosis) – faraon – władca starożytnego Egiptu z XVIII dynastii, z okresu Nowego Państwa. Syn Amenhotepa II i królowej Tia. Panował prawdopodobnie w latach 1397–1388 p.n.e. lub 1401–1391 p.n.e. Według Manethona panował 9 lat i 8 miesięcy. Starał się prowadzić politykę pokojową. Odziedziczył tron prawdopodobnie w wyniku przedwczesnej śmierci swego brata, następcy tronu. Po objęciu władzy nakazał dokonanie renowacji Wielkiego Sfinksa w Gizie, a po jej zakończeniu kazał umieścić między jego łapami, stelę upamiętniającą ten akt. Był to akt dziękczynny za objęcie władzy, którą otrzymał za sprawą Sfinksa – Wielkiego Boga.
...pewnego dnia młody królewicz wybrał się na przechadzkę, a około południa zasiadł w cieniu Wielkiego Boga i ogarnął go sen, a marzenie senne nadeszło gdy słońce stało w zenicie. Ujrzał majestat Wielkiego Boga, a ten przemówił doń własnymi ustami. "Popatrz na mnie, spójrz na mnie o mój synu Totmesie - to ja twój ojciec; Harmachis-Chepri-Re-Atum. Dam ci moje królestwo na ziemi na czele żywych, będziesz nosił koronę białą i koronę czerwoną na tronie Geba, dziedzica, a cały kraj jak długi i szeroki będzie należał do ciebie, podobnie jak wszystko co oświeca oko pana wszechświata (...) Popatrz jestem jak człowiek cierpiący, a całe moje ciało legło w ruinie. Piasek pustyni, na którym leżę zbliża się do mnie....
Istnieje opinia, mówiąca, że renowacja sfinksa oraz stela, umieszczona na nim, były sposobem jakim Totmes uprawomocnił swoją, niespodziewaną sukcesję.
W ósmym roku panowania odbył ekspedycję wojskową do Nubii, aby stłumić powstanie, jakie tam wybuchło. Kontynuował politykę swych poprzedników; Totmesa III i Amenhotepa II. Uważany za władcę pokojowego. Zawarł traktat z Mitanni, a jedna z córek Artatamy I została jego żoną. Inna jego żona, Mutemuje była matką Amenhotepa III, jego następcy. 
Został pochowany w Dolinie Królów w grobowcu KV43. Jego mumię znaleziono w sekretnej części grobu Amenhotepa II (KV35) dokąd została przeniesiona w czasach rabunków za XXI dynastii.

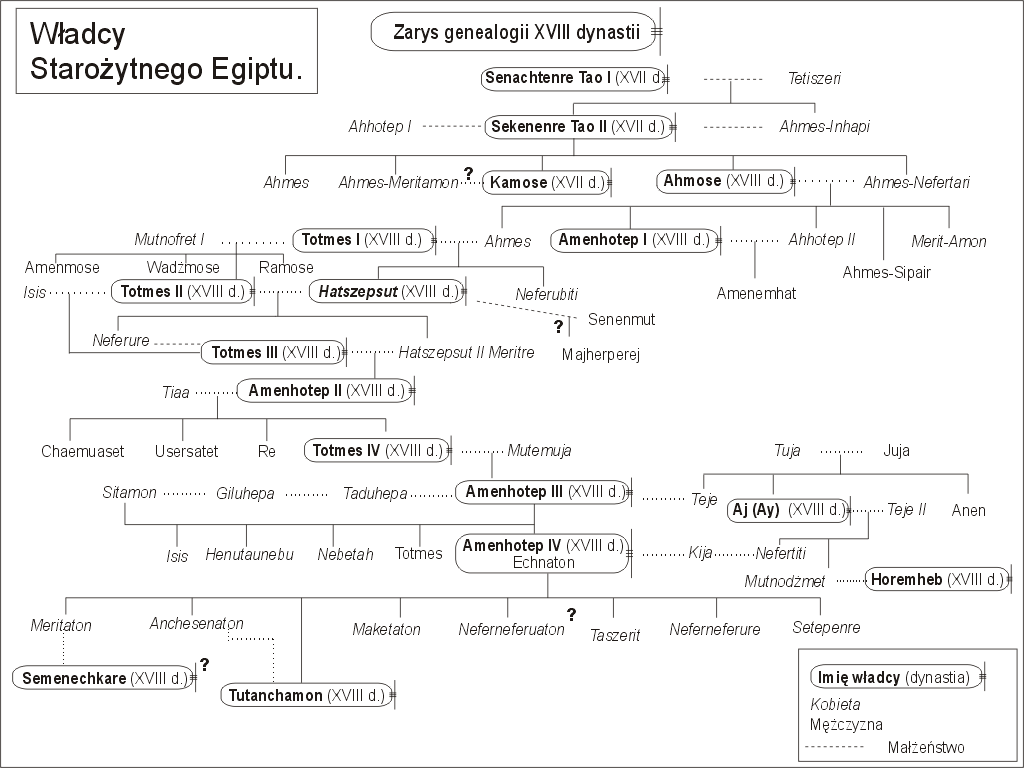
Zarys genealogii XVIII dynastii

## Tytulatura
| G5 |

| G5 |

| E2 · D40 | t | w | t | xa · Z2 |

| E2 · D40 | t | w | t | xa · Z2 |

| E2 · D40 | t | w | t | xa · Z2 |

| E2 · D40 | t | w | t | xa · Z2 |

| G5 |

| G5 |

| E2 · D40 | t | w | t | xa · Z2 |

| E2 · D40 | t | w | t | xa · Z2 |

| E2 · D40 | t | w | t | xa · Z2 |

| E2 · D40 | t | w | t | xa · Z2 |

| G16 |

| G16 |

| Dd | Dd | sw | t | i | i | mi | t · U15 |

| Dd | Dd | sw | t | i | i | mi | t · U15 |

| Dd | Dd | sw | t | i | i | mi | t · U15 |

| Dd | Dd | sw | t | i | i | mi | t · U15 |

| G16 |

| G16 |

| Dd | Dd | sw | t | i | i | mi | t · U15 |

| Dd | Dd | sw | t | i | i | mi | t · U15 |

| Dd | Dd | sw | t | i | i | mi | t · U15 |

| Dd | Dd | sw | t | i | i | mi | t · U15 |

| M23 · X1 | L2 · X1 |

| M23 · X1 | L2 · X1 |

| ra · mn | xpr | Z2 |

| ra · mn | xpr | Z2 |

| ra · mn | xpr | Z2 |

| ra · mn | xpr | Z2 |

| M23 · X1 | L2 · X1 |

| M23 · X1 | L2 · X1 |

| ra · mn | xpr | Z2 |

| ra · mn | xpr | Z2 |

| ra · mn | xpr | Z2 |

| ra · mn | xpr | Z2 |

| G39 | N5 |

| G39 | N5 |

| G26 | F31 | S29 |

| G26 | F31 | S29 |

| G26 | F31 | S29 |

| G26 | F31 | S29 |

| G39 | N5 |

| G39 | N5 |

| G26 | F31 | S29 |

| G26 | F31 | S29 |

| G26 | F31 | S29 |

| G26 | F31 | S29 |